# Backlash (2020)
Backlash (2020) — пятнадцатое по счёту шоу Backlash, PPV-шоу производства американского рестлинг-промоушна WWE. Шоу прошло 14 июня 2020 года, и все матчи проходили в WWE Performance Center в Орландо, Флорида, США. Большая часть мероприятия транслировалась в прямом эфире, в то время как матч между Эджом и Рэнди Ортоном был записан 7 июня. Первоначально мероприятие планировалось провести в Канзас-Сити, Миссури, однако его пришлось перенести из-за пандемии COVID-19.
В главном событии Рэнди Ортон победил Эджа в матче, который WWE представила «Величайшим матчем в истории рестлинга».

## Производство

### Предыстория
Backlash — это периодически возвращающиеся PPV, которое создано WWE в 1999 году. Шоу продолжалось ежегодно до 2009 года, которое было последним до 2016 года. В том же году вернулся после повторного введения деления брендов, где WWE снова разделила свой ростер между брендами Raw и SmackDown, представленными шоу с тем же названием. Затем это мероприятие продолжалось ежегодно до 2018 года, где оно было заменено на Stomping Grounds в следующем году, но было возвращено на 2020 год. Событие BackLash 2020 года стало пятнадцатым событием в своей хронологии и включало в себя рестлеров из брендов Raw и SmackDown.

#### Последствия пандемии коронавируса
Изначально планировалось, что «Backlash» состоится в Канзас-Сити, штат Миссури, 14 июня 2020 года. Однако мероприятие не было объявлено или продвигалось до 10 мая во время PPV WWE Money in the Bank; реклама не имела никакого отношения к городу или месту проведения, но подтверждала шоу состоится 14 июня. Это было первое событие WWE, которое было объявлено после начала пандемии COVID-19, которая начала влиять на все программы WWE с середины марта. пандемия вынудила промоушен перенести большинство своих шоу в перформанс-центр WWE в Орландо, штат Флорида, без присутствия фанатов, хотя в конце мая WWE начала использовать стажёров Performance Center в качестве живой аудитории.
Ресурс Fightful Select первоначально сообщал, что большинство матчей было снято заранее 7 июня, за несколько часов до того, как рекруты Подготовительного центра были перемещены в Университет Full Sail, чтобы выступать в качестве зрителей для ППВ NXT TakeOver: In Your House, который транслировался в прямом эфире в ту ночь. Однако на следующий день после этого журналист в области реслинга Дейв Мельтцер сообщил, что предварительно был записан только матч Эджа против Рэнди Ортона. У рекрутов был призывной лист в 8:30 утра, который заставлял их работать на обоих шоу до полуночи 8 июня. Остальная часть карда Backlash вышла в прямой эфир в 14 июня. Предварительно записанный матч Эджа против Ортона позволил WWE использовать " уникальные производственные методы и ракурсы камеры … чтобы добавить к опыту."Одним из методов производства был усиленный шум толпы. WWE также использовала классический микрофон Madison Square Garden, который использовался во время Рестлмании I, с предыдущими записями покойного Говарда Финкеля, представляющий обоих рестлеров. Судья Чарльз Робинсон также был одет в классическую светло-голубую рубашку рефери с чёрным галстуком-бабочкой.

### Сюжетные линии
Шоу состояло из семи матчей, в том числе одного на пре-шоу Кикофф. Поединки происходили из сценарных сюжетных линий, где рестлеры изображали героев, злодеев или менее различимых персонажей в сценарных линих, которые создавали напряжение и завершались реслинг матчей или серией матчей. Результаты были предопределены сценаристами WWE на бренды Raw и SmackDown, как и сюжетные линии созданные на еженедельных телевизионных шоу WWE, Monday Night Raw и Friday Night SmackDown.
Член Зала Славы Эдж, который был вынужден уйти в отставку в 2011 году из-за травмы шеи, вернулся на Royal Rumble (2020) во время одноимённого матча и устранил своего старого партнёра по команде Rated-RKO Рэнди Ортона; позже после этого был устранён и Эдж. И их фьюд стал очень личным, на Рестлмании 36 в матче по правилам последний стоящий на ногах Эдж победил Ортона. На эпизоде Raw от 11 мая оба рестлера впервые появились после Рестлмании. Ортон сказал, что лучший человек победил его на Рестлмании, но спросил Эджа, действительно ли он лучший рестлер который победил его. Отметив, что матчи Royal Rumble и Last Man Standing были нетрадиционными матчами, Ортон бросил вызов Эджу в традиционном одиночном матче на Backlash; Эдж принял вызов на следующей неделе. Затем WWE объявила этот матч как «Величайший реслинг матч в истории».
На эпизоде Raw от 11 мая Монтел Вонтевиус Портер (MVP) подошёл к Бобби Лэшли за кулисами и похвалил его за победу, одержанную ранее в тот же вечер. Однако он задался вопросом, почему Лэшли столкнулся с мид-кардером, в то время как Король Корбин был приглашён из SmackDown, чтобы встретиться с чемпионом WWE Дрю Макинтайром в матче без титула. MVP также отметил, что у Лэшли не было возможности провести матч за Чемпионство WWE с 2007 года, и спросил, когда Лэшли покажет свою истинную сущность. Затем Лэшли присоединился к MVP, что также привело в ярость жену Лэшли Лану. На следующей неделе Лэшли и MVP наблюдали за матчем Макинтайра против Корбина со сцены. После того как Макинтайр победил Корбина, Макинтайр заявил, что хочет встретиться с Лэшли, которого удерживал MVP. На эпизоде Raw от 25 мая было подтверждено, что Макинтайр будет защищать Чемпионство WWE против Лэшли на Backlash.
На Money in the Bank Браун Строуман победил Брэя Уайатта, сохранив за собой Чемпионство Вселенной WWE. На следующем эпизоде SmackDown Строуман объединился с мистером Деньги в банке Oтисом, чтобы победить Миза и Джона Моррисона. На следующей неделе Миз и Моррисон раскритиковали Строумана за то, что он объединился с Отисом (над которым они смеялись неделю назад), а затем заявили, что их проигрыш на предыдущей неделе был несправедливым. Миз насмехалась над Строуманом по поводу его матча с Уайаттом и спрашивал, действительно ли Уайатт закончил со Строуманом. Затем Моррисон, по-видимому, бросил вызов Мизу, чтобы встретиться со Строуманом, который принял и победил Миз. После матча Моррисон бросил вызов Строуману, чтобы защитить Вселенское Чемпионство против себя и Миза в гандикап матче, который был официально объявлен на Backlash.
На Money in the Bank, Асука выиграла лестничный матч за женский чемоданчик. На следующий вечер на Raw, Женская чемпионка Raw Бекки Линч рассказала, что она беременна и объявила перерыв уйдя декретный отпуск, и что лестничный матч был фактически за титульным, а не за контракт, который предоставлял матч за чемпионство, таким образом, Асука стала новой чемпионкой Женской чемпионкой Raw. 25 мая на эпизоде Ная Джакс, которая также участвовала в лестничном матче, победила Шарлотту Флэр и Наталью в матче тройной угрозой, став претенденткой номер один против Асуки за титул на Backlash.

## Результаты
| №                                                    | Матч                                                                                                | Тип матча                                                                         | Время | Оценка Дейва Мельтцера |
| ---------------------------------------------------- | --------------------------------------------------------------------------------------------------- | --------------------------------------------------------------------------------- | ----- | ---------------------- |
| 1P                                                   | Аполло Крюс (c) победил Андраде (с Анхелем Гарзой и Зелиной Вегой)                                  | Титульный матч за Чемпионство WWE США                                             | 7:25  | 3 звезды               |
| 2                                                    | Саша Бэнкс и Бэйли (c) победили Алексу Блисс и Никки Кросс и The IIconics (Пейтон Ройс и Билли Кей) | Титульный командный матч Тройной Угрозы за Командное чемпионство WWE среди женщин | 8:50  | 2 звезды               |
| 3                                                    | Шеймус победил Джеффа Харди                                                                         | Одиночный матч                                                                    | 16:50 | 3 звезды               |
| 4                                                    | Аска (c) победила Наю Джакс                                                                         | Титульный матч за Чемпионство WWE Raw среди женщин                                | 8:25  | 1.25 звезды            |
| 5                                                    | Брон Строумэн (c) победил Миза и Джона Мориссона                                                    | Титульный гандикап-матч за Чемпионство Вселенной WWE                              | 7:20  | 1 звезда               |
| 6                                                    | Дрю Макинтайр (c) победил Бобби Лэшли                                                               | Титульный матч за Чемпионство WWE                                                 | 13:15 | 3.5 звезды             |
| 7                                                    | Рэнди Ортон победил Эджа                                                                            | Одиночный матч Этот матч был объявлен «Величайшим матчем в истории рестлинга»     | 44:45 | без оценки             |
| (с) — чемпион на момент поединка P — матч на пре-шоу | |                                                                                   |       |                        |

## После шоу

### Raw
На следующем выпуске Raw Рэнди Ортон заявил, что теперь он является «величайший рестлером когда-либо» после победы в «Величайшем реслинг матче когда-либо». Затем Кристиан вышел и спросил его Ортона что же ты тогда за друг. Ортон насмехался над ним, заявив о желании Кристиана провести ещё один матч, и, поскольку Кристиан не был допущен с медицинской точки зрения, позже на шоу вызвал его на несанкционированный матч. Кристиан был убеждён Биг Шоу и Риком Флэром принять бой за Эджа, который порвал свои трицепсы на Backlash. В начале матча Флер, который был в углу Кристиана, ударил ниже пояса по Кристиану, а Ортон выполнил Пант кик на нём, быстро выиграть матч. После матча парамедики заботясь за Кристианом и вывели его с арены.
Также на Raw Асука защищала Чемпионство Raw среди женщин в матче-реванше против Наи Джакс. Во время матча Джакс толкнул судью Джона Кона. Когда Кон собирался дисквалифицировать её. Асука свернула Джакс, и Кон сделал быстрый отсчёт, чтобы Асука осталась чемпионом.
После месяца соревнований в турнире «всё, что вы можете сделать, мы можем сделать лучше» с обеими командами на тай-брейке, Командные чемпионы Raw The Street Profits (Анджело Докинз и Монтес Форд) согласились защищать титулы против Viking Raiders (Ивар и Эрик) на следующей неделе, по просьбе Биг Шоу, где Уличная Наживка защитилась.

### SmackDown
На следующем эпизоде SmackDown Никки Кросс атаковала Командных чемпионок WWE среди женщин Бейли и Сашу Бэнкс, что привело к матчу между Кросс и Бэнкс, который Кросс проиграла. На следующей неделе Кросс выиграла фатальный четырёхсторонний матч, в котором также участвовала её партнёр по команде Алекса Блисс, чтобы заработать тайтл-шот за Чемпионство WWE SmackDown среди женщин против Бейли на Extreme Rules: The Horror Show.

## Заметки
1. ↑   Большая часть шоу транслировалась в прямом эфире,в то время как матч Эджа против Рэнди Ортона был записан 7 июня 2020 года.[1]
2. ↑  Мероприятие проходило без зрителей из-за пандемии COVID-19, хотя в толпе появилось несколько рестлеров и стажёров WWE.
3. ↑  Не оценил из-за того, что матч записывался заранее, но он описал его как шедевр. «Если вы хотите назвать это пятизвёздочным матчем, вы можете это делать, но это было бы несправедливо по отношению ко всем, кто действительно работал в пятизвёздочном матче без этих преимуществ», - говорит Мельтцер.